# الجمعية العمانية للسينما
الجمعية العمانية للسينما هي منظمة مهتمة بالشأن السينمائي بسلطنة عمان وذلك بالتعريف بين السينمائيين ومرافقتهم وكذلك التأسيس لصناعة سينمائية في البلد من تمويل وتمثيل في المؤتمرات والمهرجانات الدولية

## الرؤساء السابقين للجمعية
- خالد بن عبدالرحيم الزدجالي
- محمد بن سليمان الكندي [4]

- حميد بن سعيد العامري[5]